# Starzyno (gromada w powiecie płockim)
Starzyno (od 1 I 1959 Podgórze) – dawna gromada, czyli najmniejsza jednostka podziału terytorialnego Polskiej Rzeczypospolitej Ludowej w latach 1954–1972.
Gromady, z gromadzkimi radami narodowymi (GRN) jako organami władzy najniższego stopnia na wsi, funkcjonowały od reformy reorganizującej administrację wiejską przeprowadzonej jesienią 1954 do momentu ich zniesienia z dniem 1 stycznia 1973, tym samym wypierając organizację gminną w latach 1954–1972.
Gromadę Starzyno z siedzibą GRN w Starzynie utworzono – jako jedną z 8759 gromad na obszarze Polski – w powiecie płockim w woj. warszawskim, na mocy uchwały nr VI/10/13/54 WRN w Warszawie z dnia 5 października 1954. W skład jednostki weszły obszary dotychczasowych gromad Brody Duże, Drwały, Kupise, Podgórze, Rakowo i Starzyno ze zniesionej gminy Rębowo oraz obszar dotychczasowej gromady Marcjanka ze zniesionej gminy Mała Wieś w tymże powiecie. Dla gromady ustalono 19 członków gromadzkiej rady narodowej.
1 stycznia 1959 z gromady Starzyno wyłączono wieś Drwały, włączając ją do gromady Rębowo w tymże powiecie, po czym gromadę Starzyno zniesiono przez przeniesieniem siedziby GRN ze Starzyna do Podgórza i zmianę nazwy jednostki na gromada Podgórze.